# Информализам
Информализам, енформел или информел (фр. informel — „неформална уметност“) је грана апстрактног сликарства, која се развила после Другог светског рата. Осећајни садржаји, који су изражавани у апстрактним формама, још се називају и акционим сликарством, и овом сликарском правцу још је јако сличан и ташизам. Један од најистакнутијих представника је Џексон Полок.
Правац има своје корене у Паризу после 1940. године, да би се касније проширио и у САД и по свету. Овај стил није јединствен и не постоје јединсвена правила, али постоји јединствени приступ ка стварању дела, где се одбацују класични облици. Настаје као реакција на геометријске апстракције, у коме радни процеси не подлежу крутим правилима и след су подсвесних процеса као код надреализма.

## Сликари информалисти
| - Enrico Accatino - José Balmes - Gracia Barrios - Willi Baumeister - Vasco Bendini - Alberto Burri - Mário Cesariny | - Eduardo Chillida - Fred Friedrich - Жан Дибифе - René Duvillier - Jean Fautrier - Elsa Gramcko - Hans Hartung - Laurent Jiménez-Balaguer - Luigi Malice - Georges Mathieu | - Henri Michaux - Manolo Millares - Lucio Muñoz - Ernst Wilhelm Nay - Georges Noël - Serge Poliakoff - Roberto L. Pignataro - Marie Raymond - Jean-Paul Riopelle - Ruth Schmidt Stockhausen - Pablo Serrano - Pierre Soulages | - Nicolas de Staël - Антони Тапијес - Emilio Vedova - Maria Helena Vieira da Silva - Wols - Rodrigo Franzao |